# Perro camtschadalica
Perro camtschadalica là một loài nhện trong họ Linyphiidae.
Loài này thuộc chi Perro. Perro camtschadalica được Wladislaus Kulczynski miêu tả năm 1885.